# 485 Genua
485 Genua
485 Genua là một tiểu hành tinh ở vành đai chính. Nó được Luigi Carnera phát hiện ngày 7.5.1902 ở Heidelberg và được đặt theo tên thành phố Genova của Ý.